# Kazuo Aoki
Kazuo Aoki (青木 一男 Aoki Kazuo ?,  28 de noviembre de 1889–25 de junio de 1982), fue un político del Imperio de Japón, que se desempeñó como ministro de Finanzas y ministro de la Gran Asia Oriental. Desempeñó cargos durante la segunda guerra sino-japonesa y la Segunda Guerra Mundial.[cita requerida]

## Biografía
Recibió formación como abogado, graduándose en la Facultad de Derecho de la Universidad Imperial de Tokio en 1926. Fue secretario de la embajada japonesa en Londres, Reino Unido. Ingresó en el Ministerio de Finanzas, ascendiendo rápidamente. Entre 1932 y 1942, de forma sucesiva fue: vicedirector de asuntos de Manchuria, vicepresidente y presidente de la Junta de Planificación del Gabinete, ministro de finanzas, asesor supremo del gobierno de Nankín y ministro sin cartera.
Entre 1942 y 1944 estuvo a cargo del Ministerio de la Gran Asia Oriental, establecido para administrar los territorios de ultramar conquistados por Japón durante la guerra del Pacífico y para coordinar el establecimiento y desarrollo de la llamada Esfera de Coprosperidad de la Gran Asia Oriental.
Aoki visitó Batavia ocupada por Japón en mayo de 1943, reuniéndose con Muhammad Hatta, quien como representante de los nacionalistas indonesios, le aconsejó que a menos que hubiera un cambio en la política japonesa hacia la independencia de Indonesia (como lo había hecho en Birmania y Filipinas), sería cada vez más difícil mantener el apoyo popular para Japón. Aoki prometió plantear el problema con Tōjō, quien mencionó su intención de conceder la independencia a Malaya, Sumatra, Java, Borneo y Sulawesi dentro de un año en su discurso parlamentario de junio de 1943.